# インディアンの寡婦
『インディアンの寡婦』（インディアンのかふ、Indian Widow）は、1783年の後半か1784年の前半にジョセフ・ライトによって描かれた油絵。1785年の個展で初出した。現在はダービー博物館・美術館で展示されている。

## 概要
『インディアンの寡婦』という表題は作者自身によるものだが、より長く描写的な別名で『亡夫の武具の番をするインディアンの族長の寡婦』（The Widow of an Indian Chief Watching the Arms of Her Deceased Husband）とも呼ばれる。ベネディクト・ニコルソンによると、悲嘆にくれる女性を描くために使い古された新古典主義的な衣服を描写するのはライトの手法であった。ニコルソンはこの絵画が真実により近い点として「ヘアバンドの形、羽の手入れ具合、ひだ付きの織り布、ナイフの鞘、肌の方に描かれた加工革」を挙げ、ライトが当時のアメリカ極西部地域から五大湖上部地域におけるインディアンの工業技術に関する知識を持ち、絵画に利用していたことを示唆している。1780年代のイギリスでは、高貴な野蛮人の概念をネイティブ・アメリカンに当てはめヨーロッパ系アメリカ人を逆賊とみなすことが流行していた。
ライトの作品のうちろうそくに照らされた場面を描いたものとは対照的に、この作品では日光と荒れ模様の空に対して人物の輪郭が映しだされる構成になっている。

## 類似作品
この作品の版画がダービー市出身の美術家、ジョン・ラファエル・スミスによって1785年に制作された。ライトは女性の不屈の精神を題材にした『ミルトンのコーマスにいる女』（The Lady in Miltion's comus）と、『インディアンの寡婦』に非常に近似したを描いた。『ミルトンのコーマスにいる女』はリヴァプールのウォーカー・アート・ギャラリーに収蔵されているが、近似作品は火災により焼失した。『インディアンの寡婦』と『ミルトンのコーマスにいる女』は1785年にライトの個展で展示された。これはイングランドにおける最初の個展であるかもしれないと指摘されている。ライトが個展の計画を立てたのは、王立芸術院会員になることを拒んだ1784年の事であった。